# Митрофанов, Илья Георгиевич
Илья Георгиевич Митрофанов (1948—1995) — советский писатель, член Союза писателей СССР.

## Биография
Одна из первых публикаций — повесть «Свои люди» в библиотечке журнала ЦК ВЛКСМ «Молодая гвардия», № 46 (М. : Мол. гвардия, 1982. — 127 с.).
Стал известен после публикации повести «Цыганское счастье» («Знамя». — 1991. — № 1), впоследствии изданной отдельными книгами во Франции (1992) и Германии (Wassermann über Odessa : Roman / Ilja Mitrofanow; Aus dem Russ. von Ingeborg Schröder. — Berlin : Volk & Welt, Cop. 1994. — 174, [1] с. — ISBN 3-353-01009-2). 
Также в журналах были напечатаны: 
- Водолей над Одессой. Повесть // «Знамя». — 1992. — № 3/4
- Бондарь Грек. Повесть // «Октябрь». — 1992. — № 33.
- Кормушка для крыс. Ночная хроника: Рассказы // «Знамя». — 1993. — № 2.
- Будь здоров, Аймомент! Повесть // «Лепта». — 1994. — № 21.

Погиб в 1995 году в Переделкино Московской области при невыясненных обстоятельствах.
Посмертно вышла книга «Цыганское счастье. Бессарабские были» ([Послесловия С. Чупринина, Г. Иванова]. — М.: Художественная литература, 1995. — 427,[2] с. : ил. — ISBN 5-280-03044-9). Повести «Бондарь Грек» и «Свидетель» из цикла «Бессарабские были» были напечатаны в «Роман-газете» (№ 19. — 1999).